# Klobenpropit
Klobenpropit je histaminski antagonist H3 receptora. On ima neuroprotektivno dejstvo, koje ostvaruje putem stimulacije otpuštanja gama-aminobuterne kiseline u mozgu.